# Horacio Casarín Garcilazo
Horacio Casarín Garcilazo (Ciutat de Mèxic, 25 de maig de 1918 - Ciutat de Mèxic, 10 d'abril de 2005) fou un futbolista mexicà dels anys 1940 i 1950, més tard entrenador de futbol.

## Trajectòria
Debutà amb 17 anys amb el Club Necaxa. El 1942 fitxà per l'Atlante, club on passà els seus millors anys. Marcà 95 gols al club i guanyà el campionat de 1946-47. El 1948 arribà al FC Barcelona, però romangué poc temps per problemes contractuals, disputant només alguns partits amistosos amb el Barça. Retornà a Mèxic, on defensà els colors de diversos clubs fins a la seva retirada el 18 de novembre de 1956 amb CF Monterrey.
Durant la seva carrera marcà un total de 236 gols, tant a la lliga amateur, com a la professional de Mèxic. Participà amb la selecció mexicana a la Copa del Món de Futbol de 1950 al Brasil, on marcà un gol.
Com a entrenador la seva major fita fou amb la selecció mexicana sots 21, amb la qual assolí la segona posició al Campionat del Món sots 20 disputat a Tunísia el 1977. També dirigí diversos clubs mexicans com l'Atlante o el Tecos UAG.

## Palmarès
Jugador
- Liga Mayor: 1936-37, 1937-38 (Necaxa)
- Lliga Mexicana: 1946-47 (Atlante)
- Màxim golejador de la lliga mexicana de futbol: 1950-51 amb 17 gols (Necaxa)

Entrenador
- Subcampió de la lliga mexicana: 1952-53 (Zacatepec), 1981-82 (Atlante)